# パイシャーチー
パイシャーチー（paiśācī）は、インド・アーリア語派に属する中期インド語のひとつであり、通常はプラークリットの一種として分類される。インドの伝統的な文法書に現れるものの、文献が残っていないために、その詳細は不明な点が多い。

## 概要
パイシャーチーとはピシャーチャの言葉という意味で、ピシャーチャはインドの悪鬼だが、なぜこのような名前がついたのかは明らかでない。ブータの言語（bhūtabhāṣā）とも呼ばれるが、同じ意味と考えられる。
12世紀のヘーマチャンドラはチューリカーパイシャーチー(cūlikāpaiśācī)という変種を区別する。
ダンディンの『カーヴィヤーダルシャ』などによれば、グナーディヤの作と伝えられる説話集『ブリハットカター』がパイシャーチーで書かれていたという。しかし現存する諸本にパイシャーチーで書かれたものはない。
8世紀に書かれた『クヴァラヤマーラー』というジャイナ教の物語の一部にパイシャーチーで書かれた部分がある。それを除くと、古い文法書の断片的な記述だけがこの言語を知るための材料になる。

## 特徴
伝統的な文法学者によると、サンスクリットにくらべてパイシャーチーには以下の特徴がある。
- ś ṣ s の区別がなくなり、s だけになっている。
- d が t になる。
- ṇ が n になる。
- jñ ṇy ny は、ññ に変化している。

ほかのプラークリットに見られる母音にはさまれた子音の弱化が見られないのも大きな特徴である。
また、チューリカーパイシャーチーには、すべての有声破裂音が無声になるという特徴があるという。

## パーリ語との関係
パイシャーチーがパーリ語と関係が深いとする説は、古くからステン・コノウらによって唱えられている。アルフレッド・マスターは文法家の記述を検討しなおして、基本的にパイシャーチーはパーリ語と同じであり、食いちがうものは先行する文法書の記述を誤解したことに原因があるとした。ただし資料が少ないために、決定的なことを言うのは難しい。

## 使用された地域
G・A・グリアソンはパイシャーチーを北西インドのダルド語群（カシミール語など）と関係があると考えた。これに対してコノウは中央インド説を唱えた。有声破裂音の無声化がロマ語やダルド語群にも見られるなどの特徴から、現在は北西インド説が有力である。